# Parapenaeopsis acclivirostris
Parapenaeopsis acclivirostris är en kräftdjursart som beskrevs av Alcock 1905. Parapenaeopsis acclivirostris ingår i släktet Parapenaeopsis och familjen Penaeidae. Inga underarter finns listade i Catalogue of Life.